# Drillich

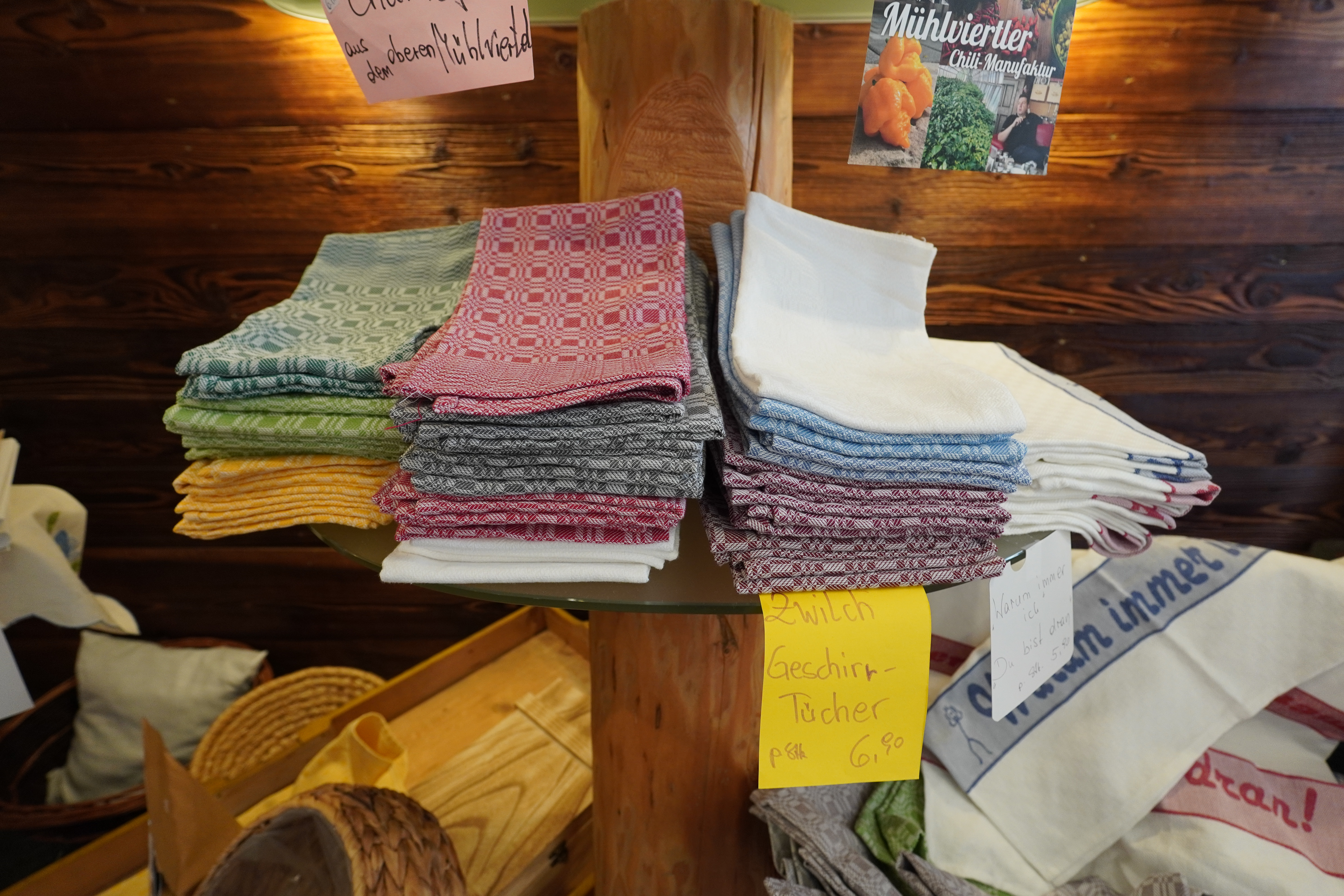
Geschirrtücher, gefertigt aus „Zwilch“, dem strapazierfähigen, reißfesten Halbleinenstoff aus dem Mühlviertel, Österreich

Drillich (auch Drill, Drell; in der Schweiz auch Drilch oder Trilch, dazu auch Zwillich oder Zwilch sowie zahlreiche auf die Bindung oder den Verwendungszweck hinweisende Einzelbezeichnungen) ist eine dichte, reißfeste und strapazierfähige Gewebekonstruktion in Köperbindung. Als Material wird eingesetzt Baumwolle, Leinen, Halbleinen oder Chemiefaser, für Zwillich auch Wolle.

## Drillich
Die Gewebeart ist nach den dreifachen Fäden benannt. Die Bezeichnung stammt aus dem Althochdeutschen und führt zurück zum lateinischen trilix ‚dreifädig‘ (lateinisch licium ‚Faden‘). Durch die in Köperbindung gefertigten Stoffe entsteht die hohe Reißfestigkeit. In dieser Art werden Möbelstoffe gewebt. Bei der Rollladenherstellung (speziell für Möbel) werden einzelne Massivholzleisten mit zähelastischem Leim, wie Weißleim oder Hasenleim, rückseitig mit Drell verleimt und es entsteht eine feste, flexible Leistenmatte. Verwendung fand der Stoff auch in der Uniformherstellung: Beim Militär bezeichnete Drillich die einfache Uniform, die beispielsweise während der Ausbildung getragen wurde. Bei der Herstellung von Küchenschürzen wird Drillich verwendet, da es vor Hitze schützt. Auch als Bespannung für Sonnenschirme und Markisen (Markisendrell) wird das Material wegen seiner Dichte und Haltbarkeit verwendet.

## Zwillich
Hierfür wird dem Namen entsprechend mit zwei Fäden in Köperbindung gewebt. Zudem kommt für Zwillich auch Wolle zum Einsatz. Auch diese Stoffart wurde vorwiegend für Uniformen eingesetzt. Für derbe Berufsbekleidung wird ebenfalls Stoff in dieser Webart genutzt. Mit Leinen- oder Hanffasern wird er zu Tisch-, Bettzeug und Handtüchern verarbeitet. Das Wort ist aus mittelhochdeutsch zwil(i)ch, substantiviert aus: zwil(i)ch = zweifädig (in Anlehnung an lateinisch bilix = zweifädig, zu: licium = Faden) gebildet.